# Mandy Wedow
Mandy Wedow (* 13. Mai 1987) ist eine deutsche Gewichtheberin.

## Leben
Mandy Wedow wohnt in Heidelberg und trainiert in Leimen und startet in der 69-kg- und ab 2009 überwiegend in der 75-kg-Klasse. Bei den Jugendeuropameisterschaften 2002 bis 2004 belegte sie zweite bis sechste Plätze, 2006 wurde sie Junior-Europameisterin, 2007 zweite im Zweikampf bei der Junioren-EM. 2009 startete sie bei den U23-Europameisterschaften und erreichte in der 75-kg-Klasse den 4. Platz im Zweikampf und in den Einzeldisziplinen mit 204 kg (= 91 kg + 113 kg). Bei den Europameisterschaften (der Senioren) startete sie 2008 und 2009 in der 69-kg-Klasse und erreichte mit 205 kg (= 94 kg + 111 kg) exakt dasselbe Ergebnis und auch jeweils den 7. Platz. Bei den Weltmeisterschaften 2010 steigerte sie sich in der 75-kg-Klasse zwar auf 211 kg (= 97 kg + 114 kg) bei insgesamt nur drei gültigen Versuchen, doch bedeutete das nur den 22. Rang in der Zweikampfwertung. Bei den WM 2011 steigerte sie sich auf 217 kg (= 98 kg + 119 kg) und Rang 18 in der Gesamtwertung; dabei verbesserte sie ihre persönliche Bestleistung im Stoßen.
Ihre beste internationale Platzierung erreichte sie bei der EM am 9. April 2012 mit 96 kg + 122 kg = 218 kg, was jeweils fünfte Plätze bedeutet. Bei der EM 2013 wurde sie mit 98 kg + 116 kg = 214 kg Fünfte in  der Gesamtwertung.
Ihre persönliche Bestleistung im Reißen der 75-kg-Klasse beträgt 100 kg und wurde bereits am 20. Mai 2006 in Görlitz erzielt. Sie hält immer noch (Stand: Oktober 2010) die deutschen Junior-Rekorde der 69- und 75-kg-Klasse im Reißen und in der Zweikampfwertung.